# پهنه انباشت

پهنه انباشت در بالاترین ارتفاع یخچال یافت می‌شود، جایی که انباشت برف و یخ بیش از کاست آن است.

پهنه انباشت (انگلیسی: Accumulation zone) در یخچال‌های طبیعی به محدوده‌ای در بالای خط یخ‌برف گفته می‌شود که در آن انباشت برف و یخ بیش از کاسته‌شدن آن بر اثر ذوب، تبخیر سطحی و تصعید است. خط تعادل سالانه پهنه‌های انباشت و یخ‌کاست سالانه را جدا می‌کند. پهنه انباشت همچنین به عنوان بخشی از سطح یخچال طبیعی و معمولاً در ارتفاعات بالاتر تعریف می‌شود که بر روی آن انباشته خالص برف وجود دارد که متعاقباً به یخ‌برف و سپس یخ یخچالی تبدیل می‌شود. به بیان دیگر، پهنه انباشت بخشی از یخچال است که در آن برف جمع و به یخ تبدیل شده و از آنجا به بیرون حرکت می‌کند.